# Günter Dux
Günter Dux (* 23. Juni 1933 in Blomberg) ist ein deutscher Soziologe und Gesellschaftstheoretiker. 

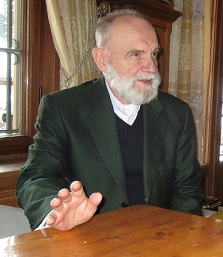
Günter Dux

## Leben
Günter Dux studierte von 1954 bis 1959 Rechtswissenschaft in Heidelberg und Bonn und promovierte 1962 an der Universität Bonn zum Dr. jur. Von 1965 bis 1968 schloss sich das Studium der Soziologie und Philosophie an der Johann Wolfgang Goethe-Universität Frankfurt am Main an; 1972 erfolgte die Habilitation für den Bereich Soziologie und Sozialphilosophie an der Universität Konstanz. Von 1973 bis 1974 war er Ordentlicher Professor an der Universität Linz (Österreich), bevor er 1974 als Professor für Soziologie an das Institut für Soziologie der Albert-Ludwigs-Universität Freiburg berufen wurde, wo er dann auch die Funktion des Institutsdirektors ausübte. Im Jahre 1997 wurde er emeritiert, seitdem widmet er sich verstärkt der weiteren Ausarbeitung der „historisch-genetischen Theorie“. Im Studienjahr 1997/98 leitete er am Zentrum für interdisziplinäre Forschung der Universität Bielefeld die von ihm initiierte Forschungsgruppe „Theorie des sozialen Wandels“. Im akademischen Jahr 1994 hatte Dux die Leibnizprofessur der Universität Leipzig inne.

## Werkcharakterisierung
Zwei Fragestellungen durchziehen das gesamte Werk von Günter Dux. Zum einen geht es ihm um eine Konstitutionstheorie des Sozialen, das heißt um die für jedwede historisch und sozial-evolutionär orientierte Soziologie des sozialen Wandels entscheidende Frage, wie die sinnhaft-intentionale soziokulturelle Lebensweise des Menschen (seine „Kultur“) aus einer sinnfreien biologisch-anthropologischen Ausgangslage (der „Natur“) entstehen konnte. Hierfür entwickelte Dux in Auseinandersetzung mit und der Kritik an der Philosophischen Anthropologie, hierbei insbesondere auf Helmuth Plessner bezugnehmend, eine anthropologisch fundierte Wissenssoziologie als Kern einer Gesellschaftstheorie. Er knüpft hierbei eng an Jean Piagets genetische Epistemologie an, indem er systematisch an der ontogenetischen Entwicklung der empirischen Subjekte, d. h. an der Individualentwicklung der neugeborenen Menschen aus einer kulturellen Nulllage ansetzt, sie aber um die sozialen Bedingungen der Kognitionsgenese erweitert. Das bedeutet, dass der primären aus sozialen Wesen bestehenden Umwelt, in die Menschen hineingeboren werden, für deren ontogenetische Entwicklung ein zentraler Stellenwert zugewiesen wird. In einfachen Worten: Die kognitive wie emotionale Individualentwicklung ist auf das soziale Umfeld angewiesen; sie wird durch diese aber auch strukturiert, weil die sozialen Bedingungen des Aufbaus in die kognitiven Strukturen eingehen.
Zum zweiten geht es ihm um die Entwicklung einer soziologischen Theorie der Geschichte und des sozialen Wandels. Für diese rekonstruiert Dux die historische Entwicklung von den frühesten, noch relativ einfachen gesellschaftlichen Organisationsformen, über deren unterschiedliche zivilisatorische wie kulturelle Ausdrucksformen in der Geschichte bis hin zu deren komplexen modernen, systemisch ausdifferenzierten Gestaltung. Der Entwicklungsprozess wird dabei als ein sequentieller, keineswegs aber an „Fortschritt“ orientierter Aufbauprozess verstanden, und zwar im Sinne eines zeitversetzten Ineinandergreifens von sozialstrukturellen Entwicklungen und der Aus- und Fortbildung der sinnhaften Strukturen des Wissens. Wie in anderen soziologischen Theorien auch (z. B. Pierre Bourdieus oder Niklas Luhmanns), wird auf den weder deterministischen noch einfach zu parallelisierenden Zusammenhang von sozialen und kognitiven Strukturen fokussiert.

Beide Fragestellungen lassen sich nur im Rahmen einer rekonstruktiv und prozessual verfahrenden Methodologie verfolgen, die Dux konzipiert und im Laufe der Jahre verfeinert hat. Seine diesbezüglich zentrale Formulierung lautet (Dux 2000, S. 28): 

„Ich verbinde die Strategie, die Konstruktivität des menschlichen Geistes über seinen Bildungsprozeß einsichtig zu  machen und dabei die konstruktiven Formen, in denen wir Gesellschaften und Kulturen in der Geschichte vorfinden, transparent werden zu lassen, mit dem Begriff einer „historisch-genetischen Theorie“.“

Die Implikationen dieser Erkenntnisstrategie lassen sich mit den Begriffen Naturalismus, Konstruktivität, Prozessualität und Historizität darstellen. Die historisch-genetische Theorie ist insofern eine naturalistisch rückgebundene Theorie, als sie davon ausgeht, dass die auf Sinnstrukturen basierende soziokulturelle Lebensform als Anschlussorganisation aus einem phylogenetischen Vorlauf heraus argumentiert werden muss. Sie findet ihren Ausgangspunkt also in einer empirisch bestimmbaren biologischen Ausgangslage, die aber als noch sinnfrei verstanden wird. Die historisch vorfindlichen, verschiedenartigen Wissens-, Lebens- und Organisationsformen verdanken sich der Emergenz eines konstruktiven Vermögens, das seinerseits nur unter den spezifischen sozialen Formen ausgebildet werden konnte, in denen die Humanentwicklung jeweils in Gang gesetzt wird. Dabei geht Dux im Einklang mit der Philosophischen Anthropologie davon aus, dass bei Menschen die Instinktsteuerung in den Hintergrund getreten ist und die überlebenssichernden Verhaltensmuster über kulturelle Lernprozesse erst aufgebaut werden müssen. Die einmal ausgebildeten Formen müssen dementsprechend sachhaltig sein und stellen je historisch gebundene Umsetzungsformen der die Menschen auszeichnenden konstruktiven Autonomie dar. Zur Kennzeichnung dieser Erkenntnisstrategie für die Erklärung des sinnhaften Aufbaus menschlicher Welten lässt sich deshalb auch von einem „realistischen Konstruktivismus“ bzw. „konstruktivem Realismus“ sprechen. Schließlich verweisen Prozessualität und Historizität an die Soziologie zu einer empirisch rückgebundenen, radikal historisch-genetischen Methodologie, die den (sozialstrukturellen wie den kognitiven) Bedingungen, unter denen Aufbauprozesse stattfinden, systematisch ebenso Rechnung trägt wie diesen selbst.

## Werkgeschichte
Das Programm der historisch-genetischen Theorie deutet sich bereits früh im Aufsatz „Anthropologie und Soziologie“ (1972) sowie in der Habilitationsschrift „Strukturwandel der Legitimation“ (1976) an, um dann eine erste systematische Darlegung in „Logik der Weltbilder“ (1982) zu erfahren, wo die Entwicklung der Sinnstrukturen rekonstruiert wird. Ähnlich ist die Studie „Die Zeit in der Geschichte“ (1989) angelegt, dort aber geht es um die Logik in der Entwicklung des Zeitverständnisses. Die thematisch zusammenhängenden Bände „Die Spur der Macht im Verhältnis der Geschlechter“ (1992) und „Geschlecht und Gesellschaft. Warum wir lieben“ (1994) können als beispielhaft angesehen werden, wie genuin soziologische Kategorien (Macht und Herrschaft, soziale Ungleichheit, Geschlechterverhältnis, Subjektbildung, Normativität, Moralität) aus naturalen und historischen Bedingungslagen in ihrem Bildungsprozess rekonstruiert werden und damit die Bedingungen der Möglichkeit von Gesellschaft aufgezeigt werden.
In seinem Hauptwerk „Historisch-genetische Theorie der Kultur“ (deutsch 2000; englisch 2011) führt Dux die verschiedenen Bausteine (die soziologische Erkenntniskritik, den strukturellen, aber nicht gleichsinnigen Zusammenhang von Ontogenese und Geschichte, die Entwicklungslogik der soziokulturellen Organisations- und Wissensformen sowie seine strukturgenetische Theorie des sozialen Wandels) noch einmal systematisch zusammen. In „Die Moral in der prozessualen Logik der Moderne“ (2004) knüpft er an frühere Untersuchungen zum Themenkreis Moral – Norm – Recht („Rechtssoziologie“, 1978) an.
Die jüngst entstandenen Werke „Warum denn Gerechtigkeit. Die Logik des Kapitals“ (2008), „Von allem Anfang an: Macht, nicht Gerechtigkeit“ (2009), sowie „Demokratie als Lebensform. Die Welt nach der Krise des Kapitalismus“ (2013) widmen sich aus historisch-genetischer Perspektive der Analyse und der Kritik der kapitalistischen Organisationsform der Marktgesellschaft.
Verdienste erwarb sich Dux schließlich auch durch die Herausgabe von Helmuth Plessner: „Gesammelte Schriften“ (10 Bände, 1981–1985), durch die dieser als bedeutender Philosoph und Soziologe in gewisser Weise wiederentdeckt werden konnte.

## Wirkungsgeschichte
Die Rezeption des Duxschen Werkes erfolgt nur zögerlich. Das zeigt, dass sich die erkenntniskritischen Grundlagen seiner Theoriekonstruktion nur schwer in die zeitgenössische Theorielandschaft und den herrschenden soziologischen Diskurs einfügen. So liegen bisher nur einige wenige Auseinandersetzungen mit der Theoriearchitektur oder mit Teilfragen vor.

## Schriften (Auswahl)
- Anthropologie und Soziologie. In: Kölner Zeitschrift für Soziologie und Sozialpsychologie. 24, 3, 1972, S. 425–454.
- Strukturwandel der Legitimation. Alber, Freiburg u. a. 1976, ISBN 3-495-47325-4. (= Gesammelte Schriften. Band 7, Springer VS, Wiesbaden 2018, ISBN 978-3-658-17376-0)
- Rechtssoziologie. Kohlhammer, Stuttgart / Berlin / Köln / Mainz 1978, ISBN 3-17-002032-3.
- Die Logik der Weltbilder. Sinnstrukturen im Wandel der Geschichte. Suhrkamp, Frankfurt am Main 1982, ISBN 3-518-07970-0. (= Gesammelte Schriften. Band 3, Springer VS, Wiesbaden 2017, ISBN 978-3-658-17354-8).
- Die Zeit in der Geschichte. Ihre Entwicklungslogik vom Mythos zur Weltzeit. Mit kulturvergleichenden Untersuchungen in Brasilien (J. Mensing), Indien (G. Dux, K. Kälble, J. Meßmer) und Deutschland (B. Kiesel). Suhrkamp, Frankfurt am Main 1989, ISBN 3-518-58000-0. (= Gesammelte Werke. Band 4, Springer VS, Wiesbaden 2017, ISBN 978-3-658-17439-2).
- Die Spur der Macht im Verhältnis der Geschlechter. Über den Ursprung der Ungleichheit zwischen Frau und Mann. Suhrkamp, Frankfurt am Main 1992, ISBN 3-518-58123-6.
- Geschlecht und Gesellschaft. Warum wir lieben. Die romantische Liebe nach dem Verlust der Welt. Suhrkamp, Frankfurt am Main 1994, ISBN 3-518-58169-4.
- Historisch-genetische Theorie der Kultur. Instabile Welten. Zur prozessualen Logik im kulturellen Wandel. Velbrück, Weilerswist 2000, ISBN 3-934730-11-6. (Studienausgabe: 2005, ISBN 3-934730-96-5. (= Gesammelte Schriften. Band 2, Springer VS, Wiesbaden 2017, ISBN 978-3-658-16417-1))
- Die Moral in der prozessualen Logik der Moderne. Warum wir sollen, was wir sollen. Velbrück, Weilerswist 2004, ISBN 3-934730-84-1. (= Gesammelte Schriften. Band 5, Springer VS, Wiesbaden 2018, ISBN 978-3-658-17370-8)
- Warum denn Gerechtigkeit. Die Logik des Kapitals. Die Politik im Widerstreit mit der Ökonomie. Velbrück, Weilerswist 2008, ISBN 978-3-938808-40-5.
- Von allem Anfang an: Macht, nicht Gerechtigkeit. Studien zur Genese und historischen Entwicklung des Postulats der Gerechtigkeit. Velbrück, Weilerswist 2009, ISBN 978-3-938808-49-8.
- Historico-genetic theory of culture. On the processual logic of cultural change. Transcript-Verlag, Bielefeld 2011, ISBN 978-3-8376-1513-5.
- Demokratie als Lebensform. Die Welt nach der Krise des Kapitalismus. Velbrück, Weilerswist 2013, ISBN 978-3-942393-43-0.
- Die Evolution der humanen Lebensform als geistige Lebensform. Handeln. Denken. Sprechen. (= Gesammelte Schriften. Band 1). Springer VS, Wiesbaden 2017, ISBN 978-3-658-15451-6.
- Die Logik der Weltbilder - Sinnstrukturen im Wandel der Geschichte. Springer VS, Wiesbaden 2017, ISBN 978-3-658-17355-5.
- Die Religion in der säkular verstandenen Welt. (= Gesammelte Schriften. Band 6). Springer VS, Wiesbaden 2018, ISBN 978-3-658-17378-4.